# Тенгізбаєв Нурбакит Молдахметули
Нурбакит Тенгізбаєв  (каз. Нурбакит Тенгизбаев, 10 квітня 1983) — казахський борець греко-римського стилю, олімпійський медаліст.
Боротьбою займається з 1994 року.

## Виступи на Олімпіадах
| Змагання                    | Збірна    | Вагова категорія | Місце  |
| --------------------------- | --------- | ---------------- | ------ |
| Літні Олімпійські ігри 2004 | Казахстан | 55 кг            | 17     |
| Літні Олімпійські ігри 2008 | Казахстан | 60 кг            | Срібло |

17 листопада 2016 року Віталій Рагімов позбавлений срібної медалі у ваговій категорії до 60 кг після виявлення заборонених препаратів в повторному аналізі його допінг-проби, взятої на літніх Олімпійських іграх 2008 року в Пекіні. Його нагорода перейшла до Нурбакита Тенгізбаєва, у якого він виграв у півфіналі пекінської Олімпіади.

## Виступи на Чемпіонатах світу
| Змагання                        | Збірна    | Вагова категорія | Місце  |
| ------------------------------- | --------- | ---------------- | ------ |
| Чемпіонат світу з боротьби 2006 | Казахстан | 60 кг            | 8      |
| Чемпіонат світу з боротьби 2007 | Казахстан | 60 кг            | 7      |
| Чемпіонат світу з боротьби 2009 | Казахстан | 60 кг            | Бронза |

## Виступи на Чемпіонатах Азії
| Змагання                       | Збірна    | Вагова категорія | Місце  |
| ------------------------------ | --------- | ---------------- | ------ |
| Чемпіонат Азії з боротьби 2003 | Казахстан | 60 кг            | 6      |
| Чемпіонат Азії з боротьби 2003 | Казахстан | 60 кг            | Бронза |
| Чемпіонат Азії з боротьби 2004 | Казахстан | 60 кг            | Срібло |
| Чемпіонат Азії з боротьби 2005 | Казахстан | 60 кг            | Бронза |
| Чемпіонат Азії з боротьби 2006 | Казахстан | 60 кг            | Золото |

## Виступи на Азійських іграх
| Змагання           | Збірна    | Вагова категорія | Місце |
| ------------------ | --------- | ---------------- | ----- |
| Азійські ігри 2006 | Казахстан | 60 кг            | 5     |
| Азійські ігри 2010 | Казахстан | 60 кг            | 9     |

## Виступи на Кубках світу
| Змагання                    | Збірна    | Вагова категорія | Місце  |
| --------------------------- | --------- | ---------------- | ------ |
| Кубок світу з боротьби 2005 | Казахстан | 60 кг            | Срібло |
| Кубок світу з боротьби 2009 | Казахстан | 60 кг            | Бронза |

## Виступи на інших змаганнях
| Змагання                                                           | Збірна    | Вагова категорія | Місце  |
| ------------------------------------------------------------------ | --------- | ---------------- | ------ |
| Олімпійський кваліфікаційний турнір з греко-римської боротьби 2004 | Казахстан | 60 кг            | 11     |
| Олімпійський кваліфікаційний турнір з греко-римської боротьби 2004 | Казахстан | 55 кг            | Бронза |
| Міжнародний меморіал Дейва Шульца 2007                             | Казахстан | 60 кг            | Золото |
| Міжнародний меморіал Дейва Шульца 2008                             | Казахстан | 60 кг            | Золото |
| Золотий Гран-прі з боротьби 2010                                   | Казахстан | 66 кг            | 7      |
| Золотий Гран-прі з боротьби 2010                                   | Казахстан | 66 кг            | 14     |
| Золотий Гран-прі з боротьби 2011                                   | Казахстан | 60 кг            | 7      |
| Кубок Президента Казахстану з боротьби 2011                        | Казахстан | 60 кг            | 4      |
| Золотий Гран-прі з боротьби 2011                                   | Казахстан | 60 кг            | 8      |
| Золотий Гран-прі з боротьби 2012                                   | Казахстан | 60 кг            | 16     |
| Кубок Ядегара Імама 2012                                           | Казахстан | 60 кг            | Золото |